# Fannie Lou Hamer
Fannie Lou Hamer (6 octobre 1917 – 14 mars 1977), née Fannie Lou Townsend, est une militante américaine des droits civiques.

## Biographie
Fannie Lou Hammer est la plus jeune des vingt enfants de James Lee et de Lou Ella Bramlett Townsend, des métayers.
Devenue militante à l'âge de 44 ans, elle participa pour le compte du Student Nonviolent Coordinating Committee (SNCC) au Freedom Summer, une campagne qui visait à inciter les Afro-Américains de l'État du Mississippi à s'inscrire sur les listes électorales. Elle devint ensuite la vice-présidente du Mississippi Freedom Democratic Party, assistant à ce titre à la convention nationale démocrate de 1964 à Atlantic City (New Jersey), au cours de laquelle elle délivra un discours remarqué à l'échelle nationale. Son franc-parler et la ferveur de ses discours, qui empruntaient à la fois à son expérience personnelle et aux principes de son éducation religieuse baptiste, contribuèrent à asseoir sa réputation d'oratrice.
1993 : cérémonie d'admission au National Women's Hall of Fame.

## Dans la culture populaire
L'artiste afro-américaine Faith Ringgold lui rend hommage dans son tableau-quilt The Sunflowers Quilting Bee at Arles: The French Collection Part I, #4, 1991.
Aisha Hinds l'incarne dans le téléfilm All the Way (2016) de Jay Roach.